# Kapellskär
Kapellskär is een haven gelegen aan de Oostzee op het schiereiland Rådmansö in de Zweedse gemeente Norrtälje, in de provincie Stockholms län. Kapellskär ligt ca 100 km ten noordoosten van Stockholm.
Kapellskär is een van de grootste veerhavens van de Zweedse oostkust, van waaruit grote veerboten vertrekken naar Åland (Mariehamn / Långnäs), Finland (Turku, Naantali) en Estland (Paldiski). De haven heeft via de E18 een directe verbinding met de Zweedse hoofdstad.

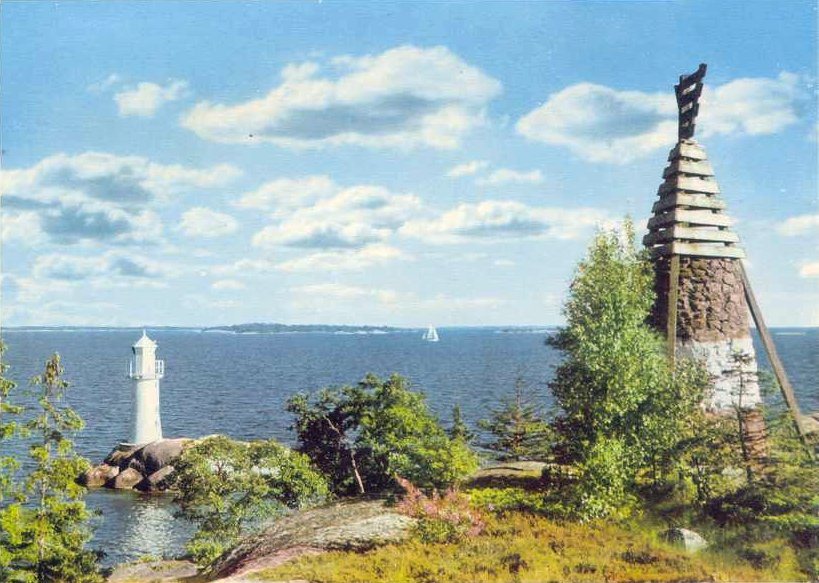
De vuurtoren van Kapellskär en een oud herkenningsbaken

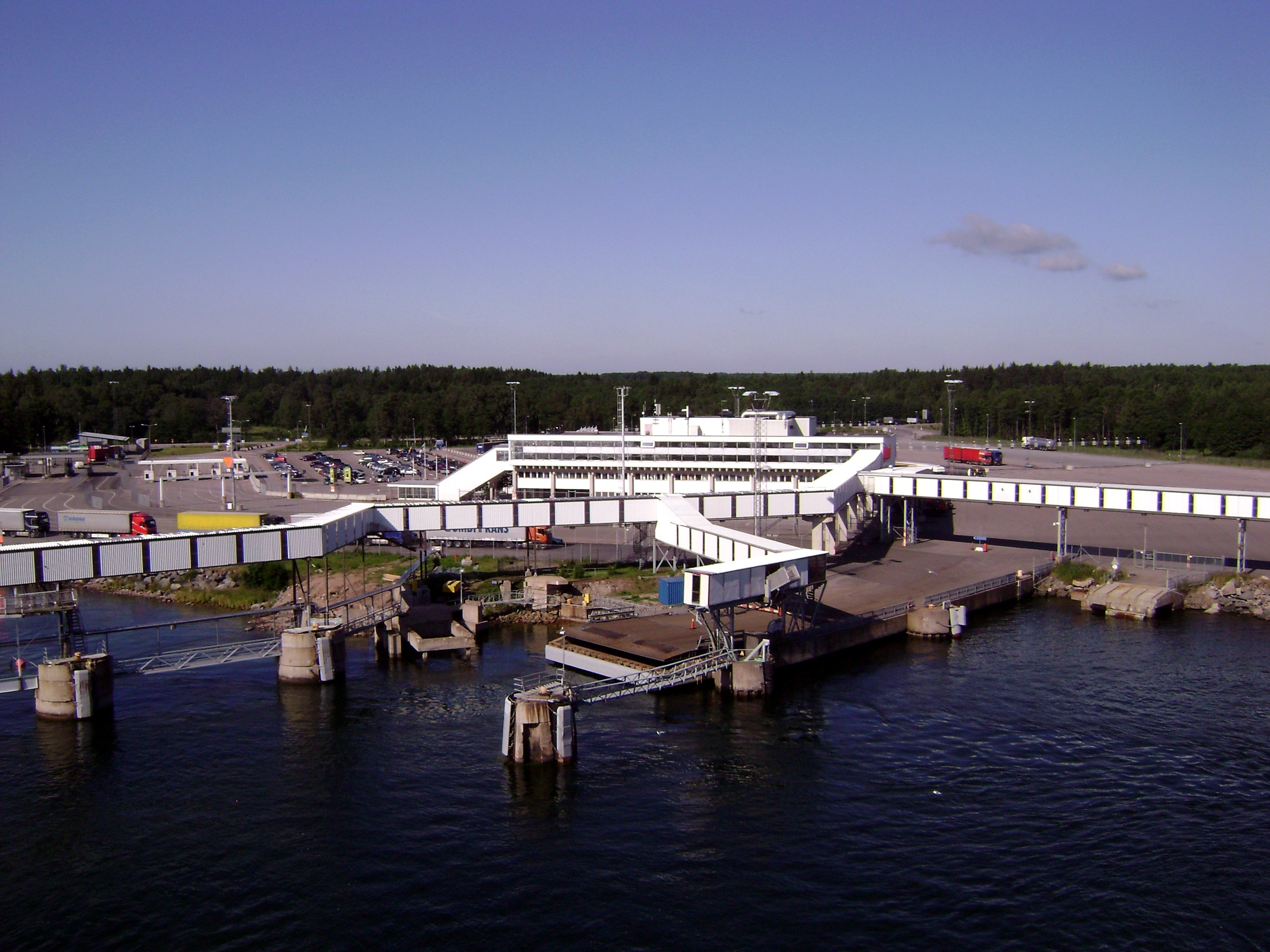
De veerhaven van Kapellskär